# 柳叶蜡梅
柳叶蜡梅（学名：Chimonanthus salicifolius）是蜡梅科蜡梅属的植物，是中国的特有植物。分布于中国大陆的江西等地，生长于海拔200米至860米的地区，一般生长在山地林中，目前尚未由人工引种栽培。